# Triumph-Adler
TA Triumph-Adler GmbH est une entreprise allemande spécialisée dans la bureautique et la gestion électronique de documents. Siégeant à Nuremberg, elle s'est associée au Japonais Kyocera et dispense ses services dans une vingtaine de pays, de l'Europe à l'Afrique du sud. Elle est depuis 2010 détenue à 100 % par Kyocera Document Solutions.
Le groupe Triumph-Adler opère à travers les filiales TA Leasing GmbH pour la location et financement d'appareils, UTAX GmbH pour la distribution, TA Professional Service GmbH pour l'assistance technique, et I.T.S.T. GmbH pour la formation. Son origine remonte à la fusion entre Adler et Triumph Werke Nürnberg effectuée par Max Grundig en 1958.

## Histoire

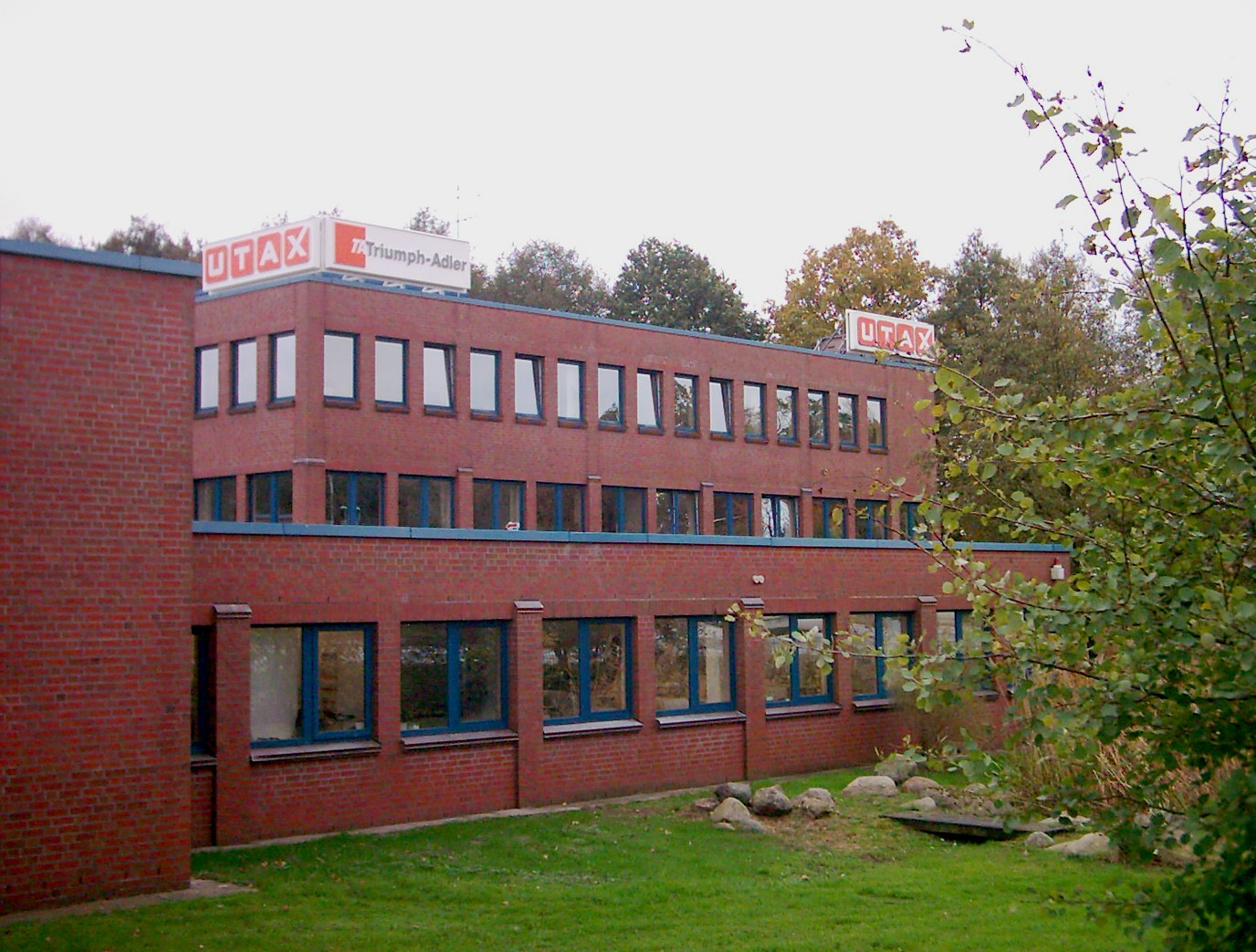
Bureaux TA UTAX GmbH à Norderstedt.

Les origines du groupe actuel proviennent de deux entreprises allemandes, Adler Werke (1880) et Triumph Werke Nürnberg (1896), dont la société Grundig rachètera l'activité machine à écrire en 1957. C'est en 1958 que Grundig décide de les fusionner, pour fonder la Triumph-Adler AG, spécialisée dans les machines de bureaux depuis l'usine Adler originelle de la Kleyerstrasse à Francfort. L'entreprise se classera au cinquième rang mondial de son domaine d'activité dès 1968, grâce notamment à son calculateur TA 100 et ses machines à écrire électroniques. Un an plus tard Grundig, alors orienté vers la production de téléviseurs couleur, vendra Triumph-Adler à l'Américain Litton — second du secteur derrière Olivetti — qui lui donnera une nouvelle dimension en sortant un ordinateur de bureau complet, le TA 10, en 1971, suivi plus tard du TA 1000 équipé d'un lecteur de bande magnétique et d'un terminal en 1973. Sa croissance est telle que ses effectifs atteignent 12 000 personnes en 1974, avec un chiffre d'affaires dépassant 650 millions de Deutsche Marks, pour devenir en 1977 le premier fournisseur de calculatrice. Volkswagen entrera en 1979 au capital majoritaire, contribuant à financer la sortie de l'ordinateur personnel Alphatronic. En 1980, Triumph-Adler entre au capital de l'américain Pertec Computer Corporation (en) (PCC), considéré comme l'un des inventeurs de l'ordinateur personnel, pour proposer ses premiers PC de bureau. 1985 voit apparaître un changement de nom, en faveur de TA Triumph-Adler AG. Un an plus tard, face à la baisse du marché des machines à écrire, l'entreprise est cédée à l'Italien Olivetti, l'effectif est déjà réduit à 8 000 collaborateurs. L'Italien en fait son constructeur d'ordinateurs personnels, dont les premiers ordinateurs portables à écran couleur, sous la marque TA, puis s'en sépare en 1992.
Commence alors une période de doute ; reprise en 1994 par un fonds d'investissement TA Triumph-Adler devient un simple distributeur, dans les secteurs de la santé et de la bureautique (fax et télécopieurs), et des jeux et loisirs. C'est avec l'acquisition en 1999 de Utax GmbH qu'elle réinvestit son activité première, en se centrant essentiellement sur la communication et le traitement des documents (copie, impression, fax...). Mais le nouveau départ décisif commence en 2003, grâce à une alliance avec le Japonais Kyocera Mita qui se porte acquéreur de 25 % du capital. Une vaste restructuration est entreprise, 130 millions d'euros sont investis en 2004, notamment pour de nouvelles acquisitions stratégiques. Ses concepts TOM (total output managment, 2005) et DIDO (digital document organisation, 2007) de gestion de documents lui permettent de décrocher des marchés importants, notamment celui du Comité d'organisation de la coupe du monde de football 2006 en Allemagne. En 2010 Kyocera prendra 100 % du capital sous le nom Kyocera Document Solutions. Une profonde restructuration amorcée en 2012 replacera l'entreprise sur le chemin de la croissance.
En dehors de ses activités économiques, la société anime depuis 1996 une fondation destinée à lutter contre la pauvreté touchant les enfants en Allemagne, la fondation Triumph für Kinder, qui apporte notamment une aide financière pour leur éducation.

## Produits
Produits actuels :
- Photocopieuses multifonctions, archivage, numérisation, série DCC.
- Imprimantes couleur série CLP.
- Imprimantes noir et blanc série LP.
- Duplicopieurs séries EZ, RZ et MZ.
- Traceurs série CX

Produits anciens :

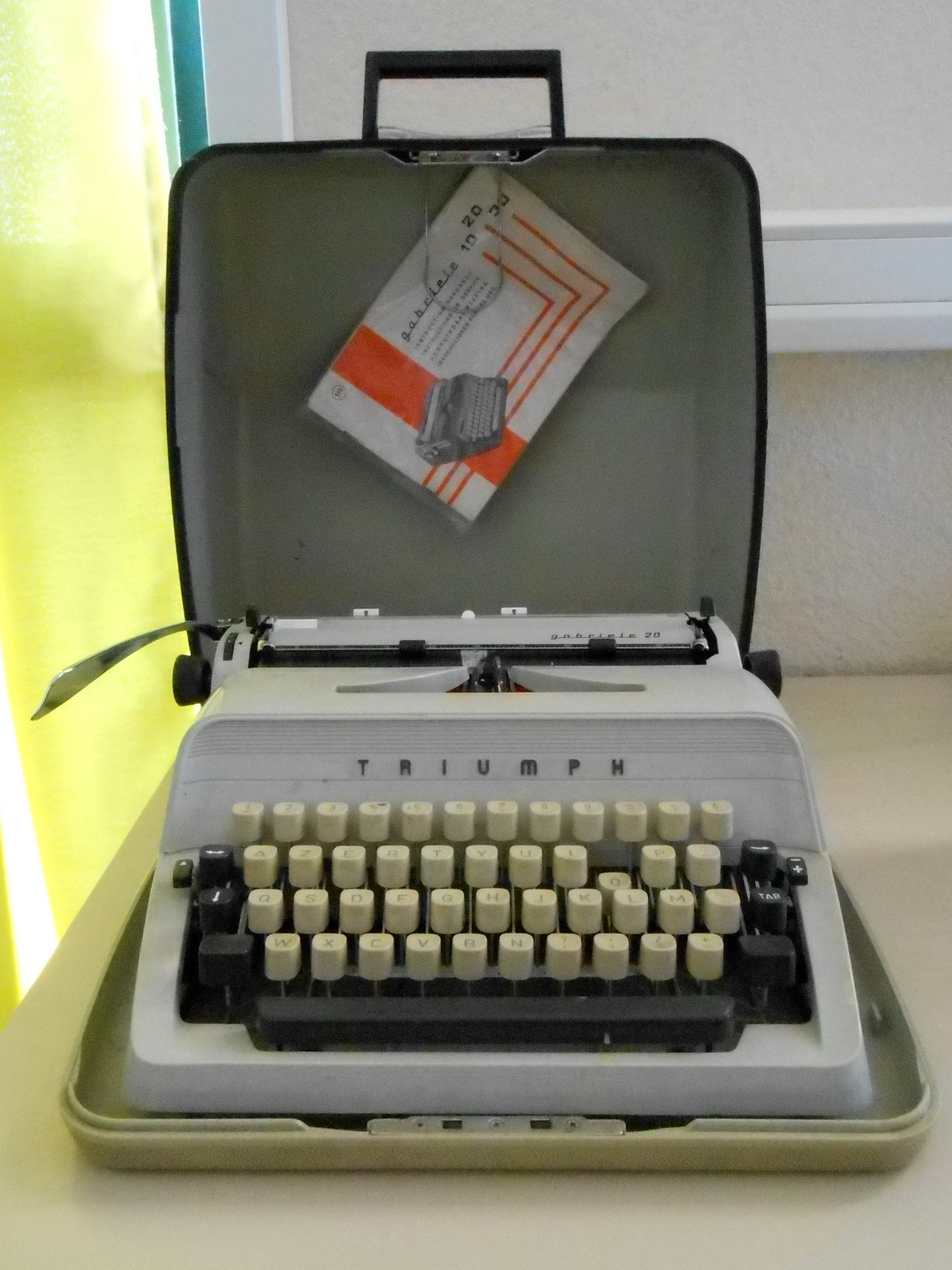
Machine à écrire Trumph modèle Gabriele 20
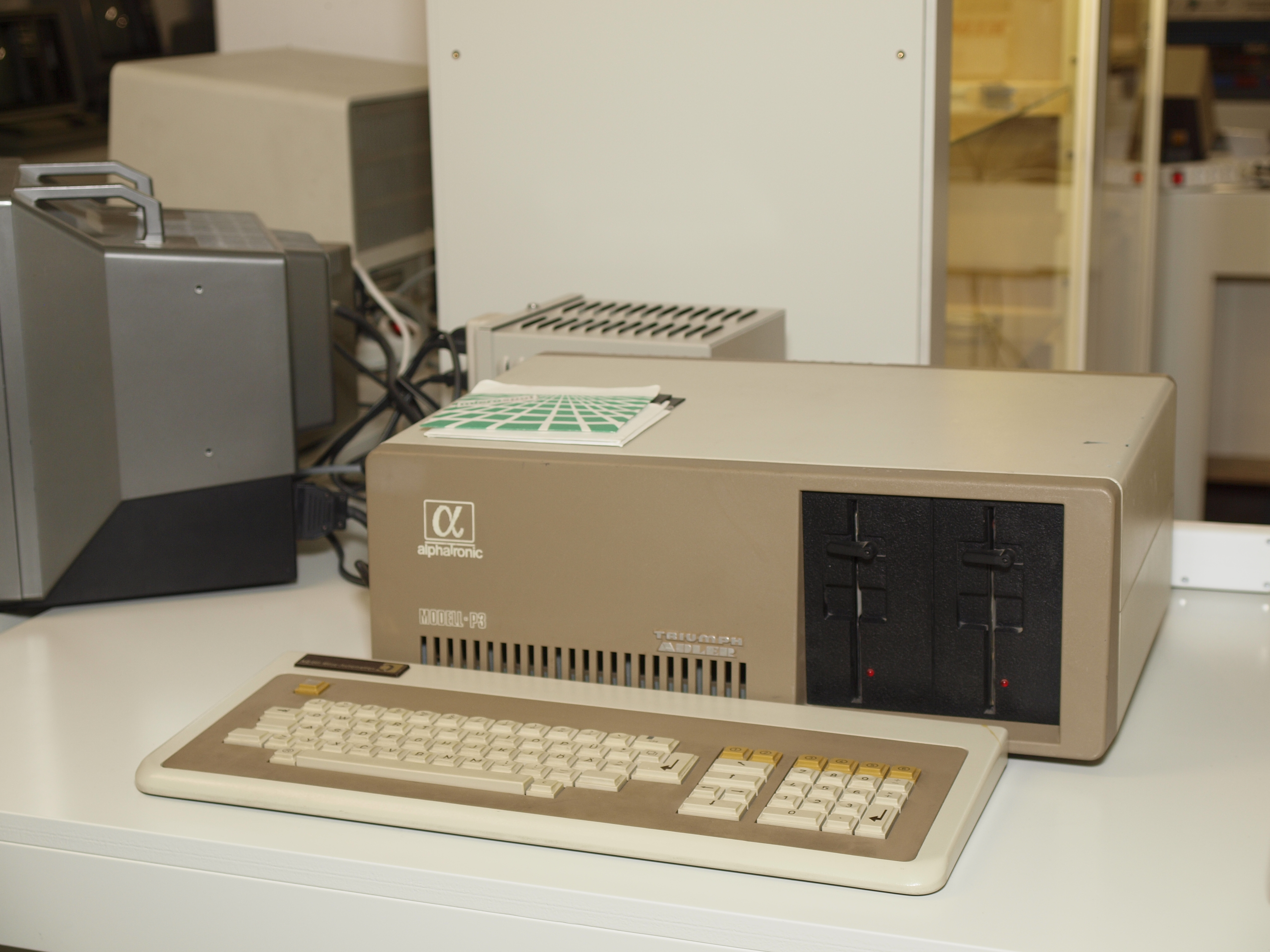
Alphatronic P3, 1982.
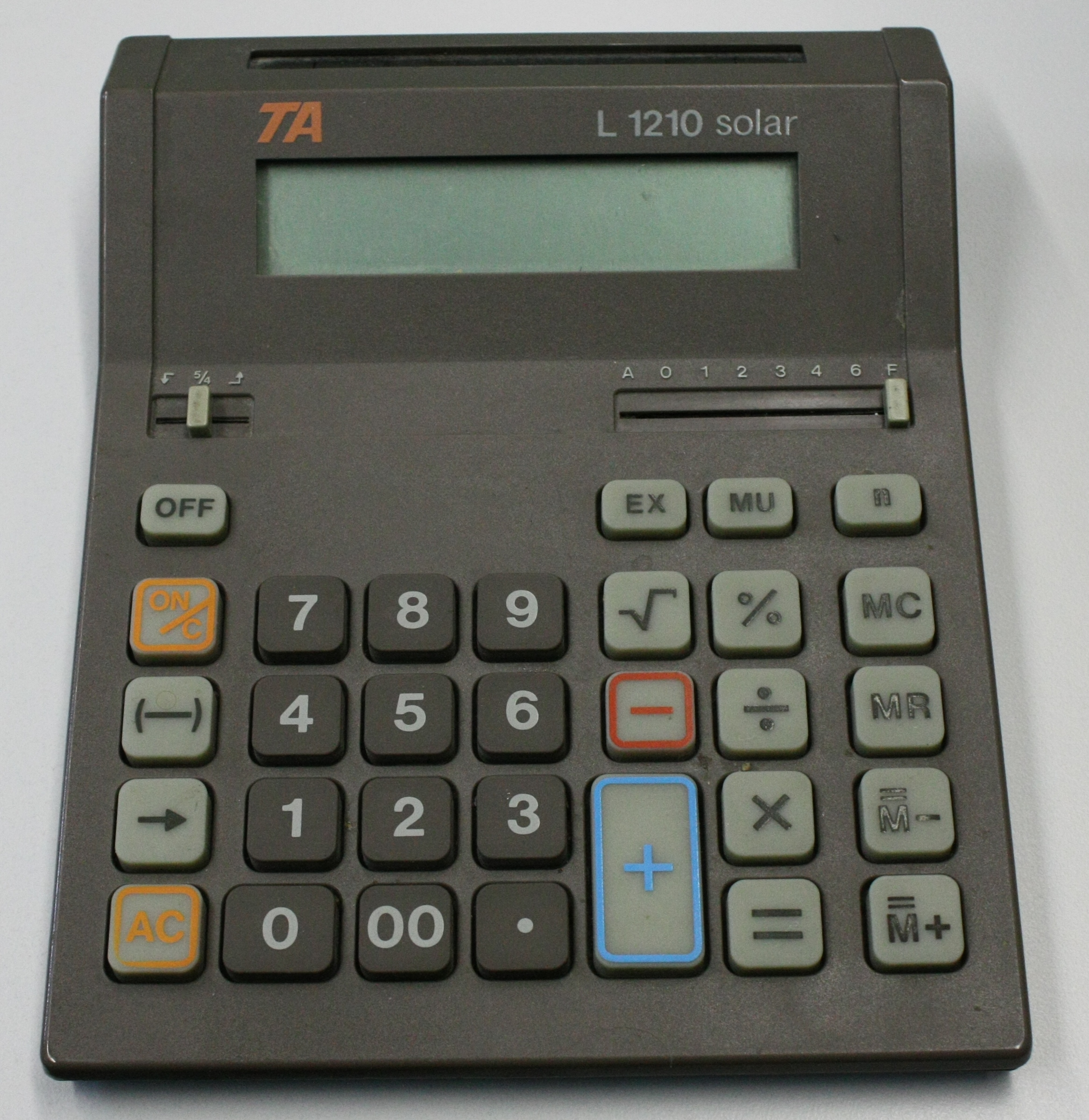
Calculatrice solaire L1210.
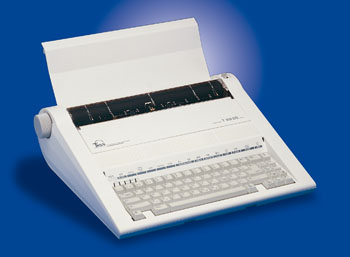
Twen T180.